# Epactoides semiaeneus
Epactoides semiaeneus är en skalbaggsart som beskrevs av Lebis 1953. Epactoides semiaeneus ingår i släktet Epactoides och familjen bladhorningar. Inga underarter finns listade i Catalogue of Life.